# Богданович, Савва Никифорович
Са́вва Ники́форович Богдано́вич (1858 — после 1917) — член III Государственной думы от Киевской губернии, священник-миссионер, духовный писатель, черносотенец, член Главного Совета Союза Русского Народа.

## Биография
Православный.
Окончил духовное училище и Киевскую духовную семинарию.
В 1884 году был рукоположен в священники, священствовал в селе Новой Гребле Уманского уезда. В 1887 году избран противосектантским миссионером, с 1898 — состоял миссионером Уманско-Звенигородского округа. C 1907 года состоял помощником благочинного и почетным членом Уманского и Звенигородского училищных советов. Сотрудничал в «Киевских епархиальных ведомостях» и «Миссионерском обозрении», написал ряд брошюр и статей о борьбе с сектантством (штундизмом), католичеством и иудаизмом.
Был членом Союза русского народа с 1907 года, публиковал статьи на политические темы: «Верное лекарство патриота против разнузданных наших свобод», «Да будет руль судьбы Российской в руках Российского Царя», «Истинно-русская политика», «На заветной могиле» (о генерале Кондратенко), «Поход в Государственной Думе на духовенство», «Царский призыв».
В 1907 году был избран членом III Государственной думы от Киевской губернии. Входил во фракцию правых. Имел крайние радикальные взгляды, Думскую законодательную деятельность после 1907 года оценивал крайне негативно и в частности писал: «Св. Церковь полуразрушена! Права Православного Царя оспаривают какие-то одичалые грызуны! Народ-первенец государства осажден со всех сторон тучами жаб, мышей, змей и оводов! Нечестие личное и партийное возводится в систему, в общее правило и в непреложный закон! Безбожники, развратники, предатели и нравственные тупицы коверкают законы, искажают не только настоящее, но и прошлое, и вырывают из каждого сердца последнюю надежду на отрадное будущее....в синедрионе Таврического дворца совершается по жидо-масонскому наущению деятельная подготовка новых порядков для ожидаемого воцарения нового ветхозаветного Мессии»
Состоял членом комиссий по вероисповедным вопросам и о мерах борьбы с пьянством.
Был членом Главного Совета Союза русского народа, во время раскола занял сторону А. И. Дубровина и вышел из состава Главного Совета. Участвовал в заседаниях Главной Палаты Русского народного союза имени Михаила Архангела.
Судьба после 1917 года неизвестна. Был женат, имел двоих детей.

## Сочинения
- Беседа православного миссионера со штундистами о почитании св. икон / Соч. Свящ. Саввы Богдановича. - Киев : тип. Киево-Печ. лавры, 1890. - 37 с.; →
  - Беседа православнаго миссионера со штундистами о почитании св. икон / [соч.] Киевской епархии свящ. Саввы Богдановича. - Изд. 3-е. - Умань : Тип. И. Цейтлина, 1905. - 31 с.;
  - Беседа православного миссионера со штундистами о почитании святых икон / [Соч.] Киевск. епархии свящ. Саввы Богдановича. - 4-е изд. - Киев : тип. Киево-Печ. Лавры, 1907. - 48 с.;
- Если религия есть необходимая потребность человеческого духа, то как же объяснить явление атеизма? / Сост. Киевск. епархии свящ. Савва Богданович. - Умань : тип. Л. Шапиро, 1898. - 17 с.;
- Источники естественного богопознания и его недостаточность / Сост. Киевск. епархии свящ. Савва Богданович. - Умань : тип. Шапиро, 1898. - 14 с.;
- Краткие религиозно-нравственные размышления и наставления / Сост. Киевск. епархии свящ. Савва Богданович. - Киев : тип. Киево-Печ. лавры, 1899. - 31 с.;
- Беседа миссионера с представителем штундизма о таинстве Св. Причащения / свящ. Савва Богданович. - Умань : тип. Л. О. Шапиро, 1902. - 15 с.;
- Две беседы миссионера с представителем штундизма (толстовства) / Соч. Окр. миссионера свящ. Саввы Богдановича. - Москва : Унив. тип., 1903. - 12 с.;
- Миссионерская беседа со штундистами по поводу наименований священников отцами и учителями / [соч.] Киевской епархии священника Саввы Богдановича. - Изд. 4-е. - Умань : Тип. И. Цейтлина, 1905. - 8 с.;
  - Миссионерская беседа со штундистами по поводу наименования священников отцами и учителями / Соч. Киев. епархии свящ. Саввы Богдановича. - 5-е изд. - Киев : тип. Киево-Печ. Усп. лавры, 1907. - 12 с.;
- Поучения о душепагубности штундистскаго учения / Киевской епархии священника Саввы Богдановича. - Изд. 3-е. - Умань : Тип. И. Цейтлина, 1905. - 37 с.;
- Решение некоторых возражений штундистских / [соч.] Киевской епархии свящ. Саввы Богдановича. - Изд. 3-е. - Умань : Тип. И. Цейтлина, 1905. - 18 с.;
- О пастырях церкви : (Миссион. беседа) / Свящ. Савва Богданович. - Санкт-Петербург, ценз. 1905. - 10 с.; 16. - (Народно-миссионерская библиотечка).
- Значение догматов в деле нашего спасения / [соч.] Киевской епархии свящ. Саввы Богдановича. - Изд. 3-е. - Умань : Тип. И. Цейтлина, 1905. - 6 с.;
- Беседа "с начинающим штундистом" о молитве за умерших / [соч.] Киевской епархии свящ. Саввы Богдановича. - Изд. 3-е. - Умань : Тип. И. Цейтлина, 1905. - 45 с.;
  - Беседа "с начинающим штундистом" о молитве за умерших / Киевской епархии священника Саввы Богдановича. - Изд. 4-е. - Киев : Типография Киево-Печерской Успенской лавры, 1907. - 66 с.;
- О благодатных способах, которыми Бог призывает людей ко спасению / Киевской епархии священника Саввы Богдановича. - Изд. 3-е. - Умань : Тип. И. Цейтлина, 1905. - 13 с.;
- Беседа миссионера со штундистом о невозможности равенства людей между собою в имущественном и во всяком другом отношении / [соч.] Киевской епархии свящ. Саввы Богдановича. - Умань : Тип. И. Цейтлина, 1905. - 7 с.;
- Различие между истинным пастырем церкви и штундистским пресвитером : (миссионерская беседа) / [соч.] Киевской епархии свящ. Саввы Богдановича. - Изд. 3-е. - Умань : Тип. И. Цейтлина, 1905. - 7 с.;
- Скорбная страничка из дневника миссионера-священника / [соч.] Киевской епархии свящ. Саввы Богдановича. - Изд. 2-е. - Умань : Тип. Барана, 1905. - 8 с.;
- Разговор миссионера с образованным евреем о вере еврейской и православной христианской / [соч.] Киевской епархии свящ. Саввы Богдановича. - Изд. 2-е. - Умань : Тип. Барана, 1905.
  - Разговор миссионера с образованным евреем о вере еврейской и православной христианской / Соч. Киев. епархии свящ. Саввы Богдановича. - 3-е изд. - Киев : тип. Киево-Печ. Усп. лавры, 1908. - 11 с.;
- О праздновании воскреснаго дня святителя Николая : (против сектантов - штундистов) : [из записок бывшаго миссионера] / [свящ. Савва Богданович]. - Умань : Тип. И. Цейтлина, 1905. - 10 с.;
- Беседа миссионера с представителем штундизма о таинстве Св. Причащения / [соч.] Киевской епархии священника Саввы Богдановича. - Умань : тип. И. Цейтлина, 1905. - 7 с.;
- Пастыри церкви для сектантов-штундистов - не враги, а что родная мать / [соч.] Киевской епархии свящ. Саввы Богдановича. - Изд. 3-е. - Умань : Тип. И. Цейтлина, 1905. - 9 с.;
- Миссионерския семена, или Решение некоторых религиозных вопросов из области штундизма / [соч.] Киевской епархии священника Саввы Богдановича. - Изд. 3-е. - Умань : Тип. И. Цейтлина, 1905. - 26 с.; 
  - Миссионерские семена, или Решение некоторых религиозных вопросов из области штундизма / [Соч.] Киев. епархии свящ. Саввы Богдановича. - 4-е изд. - Киев : тип. Киево-Печерск. Успенск. лавры, 1907. - 39 с.;
- Разговор миссионера с Толстовцем о посте / [соч.] Киевской епархии свящ. Саввы Богдановича. - Изд. 3-е. - Умань : Тип. И. Цейтлина, 1906. - 5 с.;
- Решение некоторых возражений штундистских / [Соч.] Киевск. епархии свящ. Саввы Богдановича. - 4-е изд. - Киев : тип. Киево-Печерск. Успенск. лавры, 1907. - 28 с.;
- Краткие религиозно-нравственные размышления и наставления / [Соч.] Киев. епархии свящ. Саввы Богдановича. - 4-е изд. - Киев : тип. Киево-Печ. Успенск. лавры, 1907. - 46 с.;
- Беседа миссионера со штундистом о том, что должно почитать святых и молиться им / Соч. Киевс. епархии свящ. Саввы Богдановича. - 4-е изд. - Киев : тип. Киево-Печ. Усп. лавры, 1907. - 24 с.;
- Миссионерская беседа со штундистами о кресте и о крестном знамении / Соч. Киев. епархии свящ. Саввы Богдановича. - 4-е изд. - Киев : тип. Киево-Печ. Усп. лавры, 1907. - 31 с.;
- Поучения о душепагубности штундистского учения / Соч. Киев. епархии свящ. Саввы Богдановича. - 4-е изд. - Киев : тип. Киево-Печерск. Успенск. лавры, 1907. - 56 с.; 19. - (Миссионерские проповеди).
- Беседа миссионера со штундистами о молитве... / [Соч.] Киевск. епархии свящ. Саввы Богдановича. - 1-е изд. - Киев : тип. Киево-Печ. Усп. лавры, 1908. - 16 с.;
- Источники естественнаго богопознания и его недостаточность / [соч.] Киевской епархии свящ. Саввы Богдановича. - Изд. 4-е. - Киев : тип. Киево-Печерской Успенской лавры, 1908. - 8 с.;
- Значение религии для общественной жизни / [соч.] Киевской епархии свящ. Саввы Богдановича. - Изд. 4-е. - Киев : тип. Киево-Печерской Успенской лавры, 1908. - 8 с.;
- Беседы с евреем о том, что Мессия уже пришел / [соч.] Киевской епархии свящ. Саввы Богдановича. - Изд. 1-е. - Киев : тип. Киево-Печерской Успенской лавры, 1908. - 40 с.;
- Беседа миссионера со штундистами о том, что если они неучены, то этим не подобны апостолам, ибо апостолы мудрее всех в мире / Соч. Киев. епархии свящ. Саввы Богдановича. - 1-е изд. - Киев : тип. Киево-Печ. Усп. лавры, 1908. - 12 с.;
- Беседа миссионера со штундистом о том, что труды священника многи, важны и весьма сложны / [соч.] Киевской епархии свящ. Саввы Богдановича. - Изд. 1-е. - Киев : Тип. Киево-Печерской Успенской Лавры, 1908. - 23 с.;
- Беседа моя о вере римско-католической и православной с католиком  / соч. Киевской епархии свящ. Саввы Богдановича. - Изд. 3-е. - Киев : тип. Киево-Печерской Успенской лавры, 1908. - 15 с.;
- Миссионерская беседа со штундистами по поводу указываемых ими причин отделения от церкви православной / Соч. Киев. епархии свящ. Саввы Богдановича. - 4-е изд. - Киев : тип. Киево-Печ. Усп. лавры, 1908. - 18 с.;
- Беседа миссионера со штундистами о том, что сам Бог требут себе истиннаго поклонения т. е. духовнаго и телеснаго / Киевской епархии священника Саввы Богдановича. - Изд. 1-е. - Киев : Типография Киево-Печерской Успенской лавры, 1908. - 15 с.;
- Разговор миссионера со штундистом по поводу слов "церковь" и "храм" / Киевской епархии священника Саввы Богдановича. - Изд. 5-е. - Киев : Тип. Киево-Печерской лавры, 1908. - 8 с.;
- Если религия есть необходимая потребность человеческаго духа, то как же объяснить явление атеизма? / [соч.] Киевской епархии свящ. Саввы Богдановича. - Изд. 4-е. - Киев : тип. Киево-Печерской Успенской лавры, 1908. - 10 с.;
- Значение догматов в деле нашего спасения / [Соч.] Свящ. Саввы Богдановича. - Киев : тип. Киево-Печ. Усп. лавры, 1908. - 10 с.;
- Беседа миссионера со штундистом об антихристе / свящ. Саввы Богдановича. - Изд. 1-е. - Киев : Тип. Киево-Печерской Успенской Лавры, 1908. - 16 с.;
- Беседа миссионера с представителем штундизма о таинстве св. причащения / Соч. Киев. епархии свящ. Саввы Богдановича. - 4-е изд. - Киев : тип. Киево-Печ. Усп. лавры, 1908. - 12 с.;
- Ответы миссионера отступникам от церкви христовой штундистам / соч. Киевской епархии свящ. Саввы Богдановича. - Изд. 1-е. - Киев : тип. Киево-Печерской Успенской лавры, 1908. - 55 с.;
- Беседы с евреем о том, что Мессия… конволют. О видениях штундистов / соч. Киевской епархии свящ. Саввы Богдановича. - Киев : тип. Киево-Печерской Успенской лавры, 1908. - 17 с.;
- О благодатных способах, которыми Бог призывает людей ко спасению / [соч.] Киевской епархии свящ. Саввы Богдановича. - Изд. 4-е. - Киев : тип. Киево-Печерской Успенской лавры, 1908. - 20 с.;
- О праздновании воскресного дня и почитании святителя Николая : (Против сектантов-штундистов) : Из записок б. миссионера / Соч. Киев. епархии свящ. Саввы Богдановича. - Киев : тип. Киево-Печ. лавры, 1908. - 16 с.;
- Беседа миссионера со штундистом о том, что право проповедывать и объяснять слово божие принадлежит не кому-либо иному, а только церкви - ее пастырям / Соч. Киев. епархии свящ. Саввы Богдановича. - 1-е изд. - Киев : тип. Киево-Печ. Усп. лавры, 1908. - 16 с.;
- Беседа миссионера со штундистом о том, что православным христианам должно остерегаться тех, которые не следуют учению Христову и не повинуются святой церкви / Соч. Киев. епархии свящ. Саввы Богдановича. - 1-е изд. - Киев : тип. Киево-Печ. Усп. лавры, 1908. - 15 с.;
- Беседа с образованным невером / [соч.] свящ. Саввы Богдановича. - Киев : тип. Киево-Печерской Успенской лавры, 1909. - 28 с.;
- Беседа миссионера со штундистами о святом храме, веденныя, согласно желанию штундистов на основании только Священнаго Писания Ветхаго и Новаго заветов / Киевской епархии свящ. С. Богдановича. - Изд. 1-е. - Киев : Типография Киево-Печерской Успенской лавры, 1909. - 100 с.;
- Встреча в поезде железной дороги со штундистом и разговор с ним / [соч.] Киевской епархии свящ. Саввы Богдановича. - Изд. 1-е. - Киев : тип. Киево-Печерской Успенской лавры, 1909. - 40 с.;
- Шесть бесед миссионера со штундистами о почитании святых икон : (на основании Священнаго Писания и священнаго предания) / Киевской епархии свящ. Саввы Богдановича. - Изд. 1-е. - Киев : Типография Киево-Печерской Успенской лавры, 1909. - 92 с.;
- Миссионерское посещение штундиста / свящ. Саввы Богдановича. - Киев : Типография Киево-Печерской Лавры, 1909. - 23 с.;
- На заветной могиле / [чл. Гос. думы свящ.-миссионер Киевской епархии Савва Богданович]. - Санкт-Петербург : Отечественная тип., [1909]. - 8 с.;
- Беседа сельскаго учителя со штундистским пресвитером о лживости его положения / [соч.] Киевской епархии свящ. Саввы Богдановича. - Изд. 1-е. - Киев : тип. Киево-Печерской Успенской лавры, 1909. - 11 с.;
- Да будет руль судьбы российской в руках Российскаго Царя / [чл. Гос. думы, свящ. Савва Богданович]. - Киев : тип. Киево-Печерской Успенской лавры, 1909. - 12 с.;
- Голос миссионера по поводу IV Всероссийскаго миссионерскаго съезда 12-26 июля 1908 г., в г. Киеве / [соч.] Киевской епархии свящ. Саввы Богдановича. - Изд. 1-е. - Киев : тип. Киево-Печерской Успенской лавры, 1909. - 42 с.;
- На истинном пути : (Божеств. и святоотеч. свидетельства против раскольников и сектантов) / Свящ.-миссионер Савва Богданович (чл. Гос. думы 3 созыва). - Санкт-Петербург : Отеч. тип., 1910. - 134, 1 с., 1 портр.;
- Борьба за господство св. церкви / Миссионер-свящ. Савва Богданович, чл. Гос. думы. - Харьков : тип. "Мир. труд", 1911. - 71 с.;
- Сельский священник в Государственной думе : (Сб. моих ст.) / Свящ.-миссионер Савва Богданович, (чл. Гос. думы III-го созыва). - Санкт-Петербург : Отеч. тип., 1911. - 204, [2] с.;
- Беседа прихожанина со священником о дне воскресном / Свящ. Савва Богданович. - Санкт-Петербург : В.М. Скворцов, 1913. - 14 с.;
- Миссионерская беседа со штундистами по поводу наименований священников отцами и учителями / [миссионер свящ. С. Богданович]. - 3-е изд. - [Б. м.] : [б. и.], [1---?]. - 8 с.;
- Краткия религиозно-нравственныя размышления и наставления / [свящ. Савва Богданович]. - [Б. м.] : [б. и.], [190-?]. - 33 с.;
- Миссионерския семена, или решение некоторых религиозных вопросов из области штундизма [Текст] / [окр. миссионер свящ. Савва Богданович]. - [Б. м.] : [б. и.], 190-?. - 46 с.;
  - Миссионерския семена, или решение некоторых религиозных вопросов из области штундизма [Текст] / [окр. миссионер свящ. Савва Богданович]. - [Б. м.] : [б. и.], 190-?. - 26 с.;